# Ministère des Affaires foncières
 (mai 2024).
Le ministère des Affaires foncières de la république démocratique du Congo est le ministère responsable de l'application de la législation foncière.
Le ministère des Affaires foncières compte 10 directions :
1. La direction des services généraux et du personnel,
2. La direction des titres immobiliers
3. La direction du cadastre foncier
4. La direction du cadastre fiscal
5. La direction du contentieux foncier et immobilier
6. La direction de fonds de promotion
7. La direction de l'inspection
8. La direction des biens sans maître
9. La direction d'études et planification
10. La direction de l'École nationale du cadastre et des titres immobiliers (ENAC & T.I)

## Missions
- Application et vulgarisation de la législation foncière et immobilière ;
- Notariat en matière foncière et cadastrale ;
- Gestion et octroi des titres immobiliers ;
- Lotissement en collaboration avec le ministère ayant l’aménagement du territoire, l’urbanisme et l’habitat dans ses attributions ;
- Octroi des parcelles de terre en vue de la mise en valeur.

## Organisation
Le ministère des Affaires foncières compte un effectif de 2 732 personnes réparties dans les structures ci-dessous :
- Secrétariat général
- Direction des services généraux
- Direction des études et planification
- Direction des titres immobiliers
- Direction des cadastres
- Direction des contentieux
- Direction du cadastre fiscal
- Direction des biens sans maître
- Cellule de gestion des projets et des marchés publics
- Fonds de promotion
- Service d'inspection